# Apostolska nunciatura v Gvineji
Apostolska nunciatura v Gvineji je diplomatsko prestavništvo (veleposlaništvo) Svetega sedeža v Gvineji, ki ima sedež v Conakryju.
Trenutni apostolski nuncij je Martin Krebs.

## Seznam apostolskih nuncijev
- Bruno Wüstenberg (19. december 1973–17. januar 1979)
- Johannes Dyba (25. avgust 1979–1. junij 1983)
- Romeo Panciroli (6. november 1984–18. marec 1992)
- Luigi Travaglino (4. april 1992–2. maj 1995)
- Antonio Lucibell (8. september 1995–27. julij 1999)
- Alberto Bottari de Castello (18. december 1999–1. april 2005)
- George Antonysamy (4. avgust 2005–8. september 2008)
- Martin Krebs (8. september 2008–danes)